# Rana muscosa
Rana muscosa is een kikker uit de familie echte kikkers of Ranidae. De soort werd voor het eerst wetenschappelijk beschreven door Charles Lewis Camp in 1917. Oorspronkelijk werd de wetenschappelijke naam Rana boylii muscosa  gebruikt.

## Uiterlijke kenmerken
De kleur is grijsgroen tot bruin met donkere groene of bruine vlekken en bijna zwarte kleine vlekjes op de onderzijde van de flanken. De twee huidplooien langs de zijkanten steken iets uit en de toppen van vingers en tenen zijn zwart. Het belangrijkste kenmerk is de gele tot oranje onderzijde van de achterpoten. Soms is ook het achterste deel van de buik geel tot oranje gekleurd. Deze kleuren dienen om vijanden af te schrikken bij een aanval; als de kikker wegspringt komt ineens de felle kleur tevoorschijn die een predator even kan doen aarzelen waardoor de kikker kan ontsnappen.

## Verspreiding en habitat
Rana muscosa leeft in het hoger gelegen deel van de Sierra Nevadabergketen in de Verenigde Staten. De paring vindt plaats van mei tot augustus, vlak nadat de meertjes en stroompjes ijsvrij zijn. De zwart gepigmenteerde eitjes worden in kleine groepjes gelegd en aan waterplanten vastgeplakt.

## Levenswijze
Deze soort is dagactief en vangt kleine ongewervelden zoals insecten. Bij verstoring wordt een licht irriterende stof verspreidt die qua reuk aan knoflook doet denken. Ook de knoflookpad (Pelobates fuscus) kent een dergelijke verdediging, maar deze soort leeft in Europa.